# Duresa d'indentació
La duresa d'indentació, en anglès: Indentation hardness, es mesura amb proves que determinen la duresa que té un material davant una deformació que no afecti la peça analitzada completament (deformació local). Hi ha diverses proves en les quals el material a examinar és indentat (penetrat) per una peça de material més dur que el material analitzat fins que es forma una impressió. Aquests tests es poden fer a escala microscòpica o a escala macroscòpica.
En provar els materials, la duresa d'indentació està correlacionada linealment amb la resistència a la tensió. Aquesta relació és important econòmicament donat que permet tests no destructius de materials.

## Tipus de proves de duresa d'indentació
Els mesuraments de la duresa quantifiquen la resistència d'un material a la deformació plàstica. Els test de la duresa d'indentació es poden dividir en dues classes: tests de microindentació i tests de macroindentació. Els de microindentació típicament tenen forces menors de 2 Newton.
Entre les possibles proves de macroindentació hi ha:
- Test de duresa Vickers (HV),
- Test de duresa Brinell (HB)
- Test de duresa Knoop (HK), per a mesurar zones petites
- Test de duresa Janka, per la fusta
- Test de duresa Meyer
- Test de duresa Rockwell (HR), principalment usat a USA
- Test de duresa Shore, per a polímers
- Test de duresa Barcol, per a materials compostos.

En la microndentació es fa servir un undentador de diamant de geometria especificada que s'imprimeix en la superfície de la mostra a examinar. La força aplicada (en anglès: comunament dita "load") és d'1 a 1000
gf. Les indentacions que es produeixen són d'uns 50 μm. És difícil estandarditzar els mesuraments de microduresa.
Els tests més usats en microidentació, coincideixen amb alguns de la macroduresa i són:
- Test de duresa Vickers (HV)
- Test de duresa Knoop (HK)